# Едријен Робинсон
Едријен Робинсон (енгл. Adrian Robinson; 11. април 2000) боцвански је пливач чија специјалност су трке прсним стилом. 

## Спортска каријера
Робинсон је дебитовао на међународној сцени као седамнаестогодишњак, и то на светском првенству у великим базенима у Будимпешти 2017. године. У главном граду Мађарске је пливао у квалификационим тркама на 50 прсно (заузео 61. место) и 100 слободно (91. место). Месец дана касније пливао је и на светском јуниорском првенству у Индијанаполису. 
Током 2018. углавном се такмичио на мањим митинзима и регионалним такмичењима, а на међународну сцену се вратио на светском првенству у корејском Квангџуу 2019. где је наступио у две квалификационе трке на 50 прсно (51. место) и 100 прсно (61. место). 
Солидне резултате је постигао на Афричким играма у Рабату 2019, пошто је успео да се пласира у финалне трке на 50 и 100 прсно и 200 мешовито (два седма и једно осмо место).  